# Bugatti Type 35
Bugatti Type 35 (также известен как Pur Sang — чистокровная) — серия наиболее известных гоночных автомобилей компании Bugatti, выпускавшихся с 1924 по 1931 года. За всё время автомобиль выиграл более 1800 гонок, в том числе в таких известных, как Targa Florio (5 лет подряд, с 1925 по 1929) и во всемирных чемпионатах Гран-при. Уже за первые 2 года автомобиль выиграл 351 гонку и установил 47 рекордов, на пике активности на автомобиле выигрывали по 14 гонок за неделю.
В 2008 году автомобиль занял 54 место в списке самых красивых автомобилей в истории по версии британского издания The Telegraph.

## Type 35

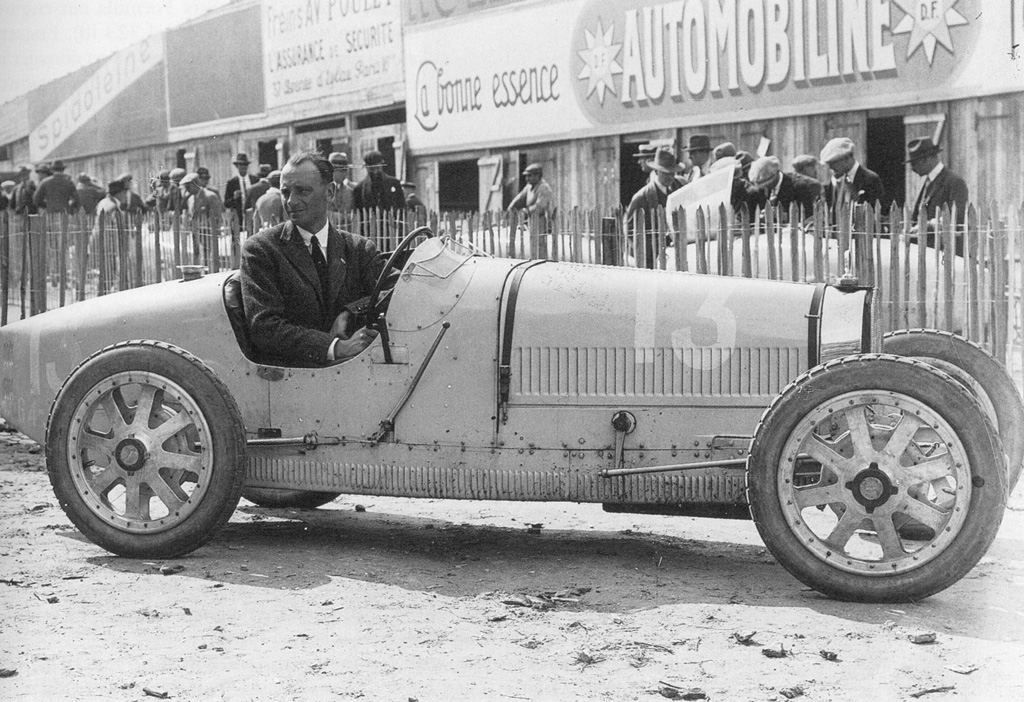
Type 35

Первая модель Type 35 была представлена 3 августа 1924 года на Гран-при Лиона. Она имела характерную (как для предыдущих, так и последующих автомобилей компании) решётку радиатора в виде полуовала. Автомобиль оснащался 2-литровым рядным восьмицилиндровым бензиновым двигателем, который использовался на модели Type 29. Автомобиль выдавал 99 лошадиных сил, имел зависимую пружинную подвеску и тросовые барабанные тормоза (уже устаревшие для того времени) на задних колёсах. Новшеством для автомобиля были литые диски и полая передняя ось для снижения неподрессоренной массы. Другим новшеством компании стала технология соединения пружин и передней подвески непосредственно, вместо использования болтов в виде буквы U. Всего было выпущено около 300 экземпляров Type 35 (включая более поздние версии).
- Передняя подвеска — зависимая, на поперечной рессоре, полуэллиптические пружины
- Задняя подвеска — зависимая, на поперечной рессоре, на четверть эллиптические пружины
- Размер колёс — 710 x 90

## Type 35A

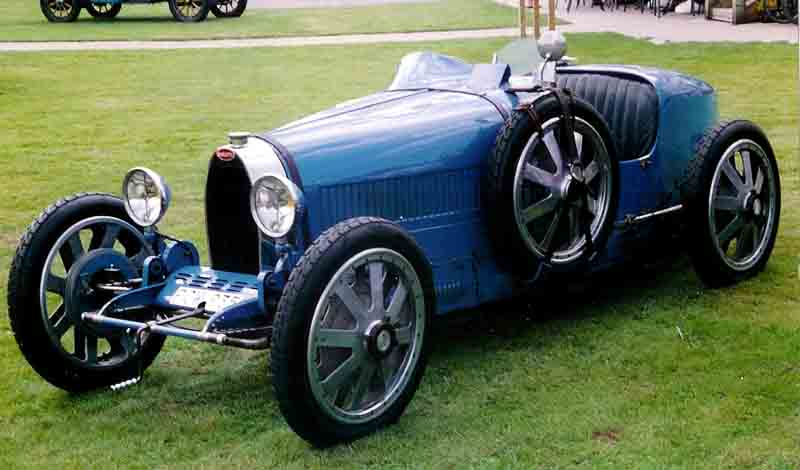
Type 35A

Удешевлённая версия Type 35 вышла в мае 1925 года. Она отличалась меньшими клапанами и катушками зажигания как на модели Type 30. Благодаря этому уменьшились требования к техническому обслуживанию, однако мощность была снижена до 74 л. с. и количество экземпляров было выпущено немного: лишь 139 штук.

## Type 35C

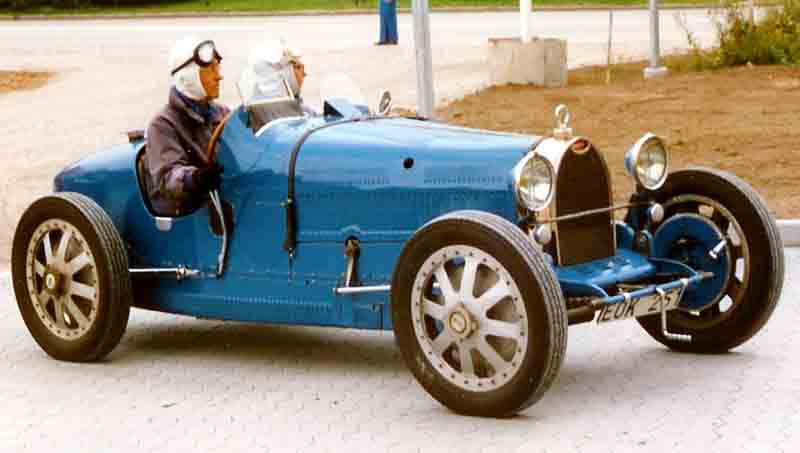
Type 35C

Type 35C вышел в 1926 году и получил нагнетатель компании Roots и карбюратор Zenith, благодаря чему его мощность увеличилась до 118 л. с. Автомобиль был отмечен победой на Гран-при Франции в Сен-Годенсе в 1928 году и на Гран-при По в 1930-м. Всего было выпущено 5 экземпляров.

## Type 35T

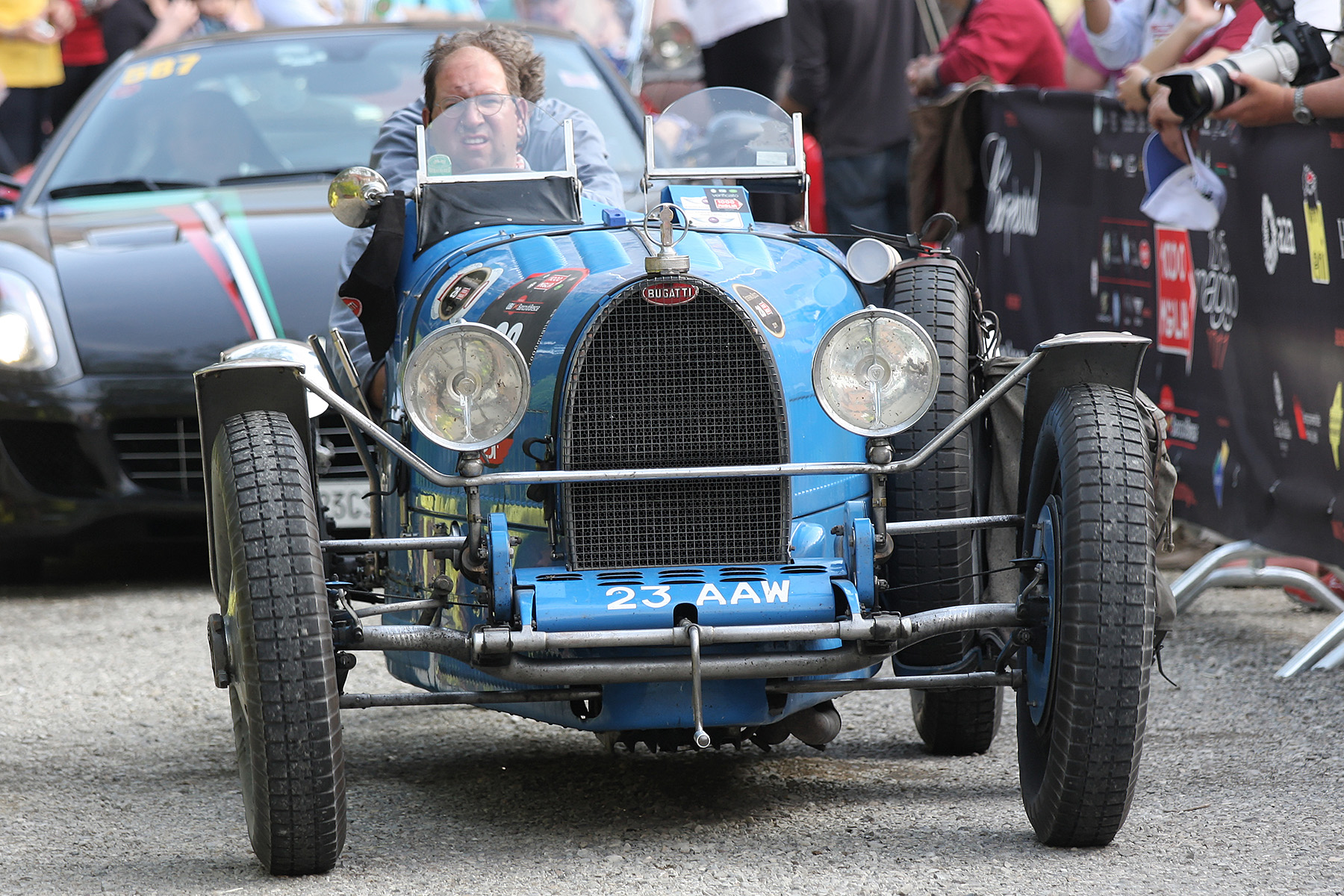
Type 35T

Type 35T был выпущен специально для Targa Florio в 1926 году (позже по этой причине его прозвали Targa Florio). Объём двигателя возрос до 2,3 литров, мощность — до 104 л. с., также увеличился до 100 мм ход поршня. Автомобиль не мог использоваться в гонках Гран-при из-за объёма двигателя (тогда действовало ограничение до 2 литров), из-за чего было выпущено только 13 экземпляров.

## Type 35B

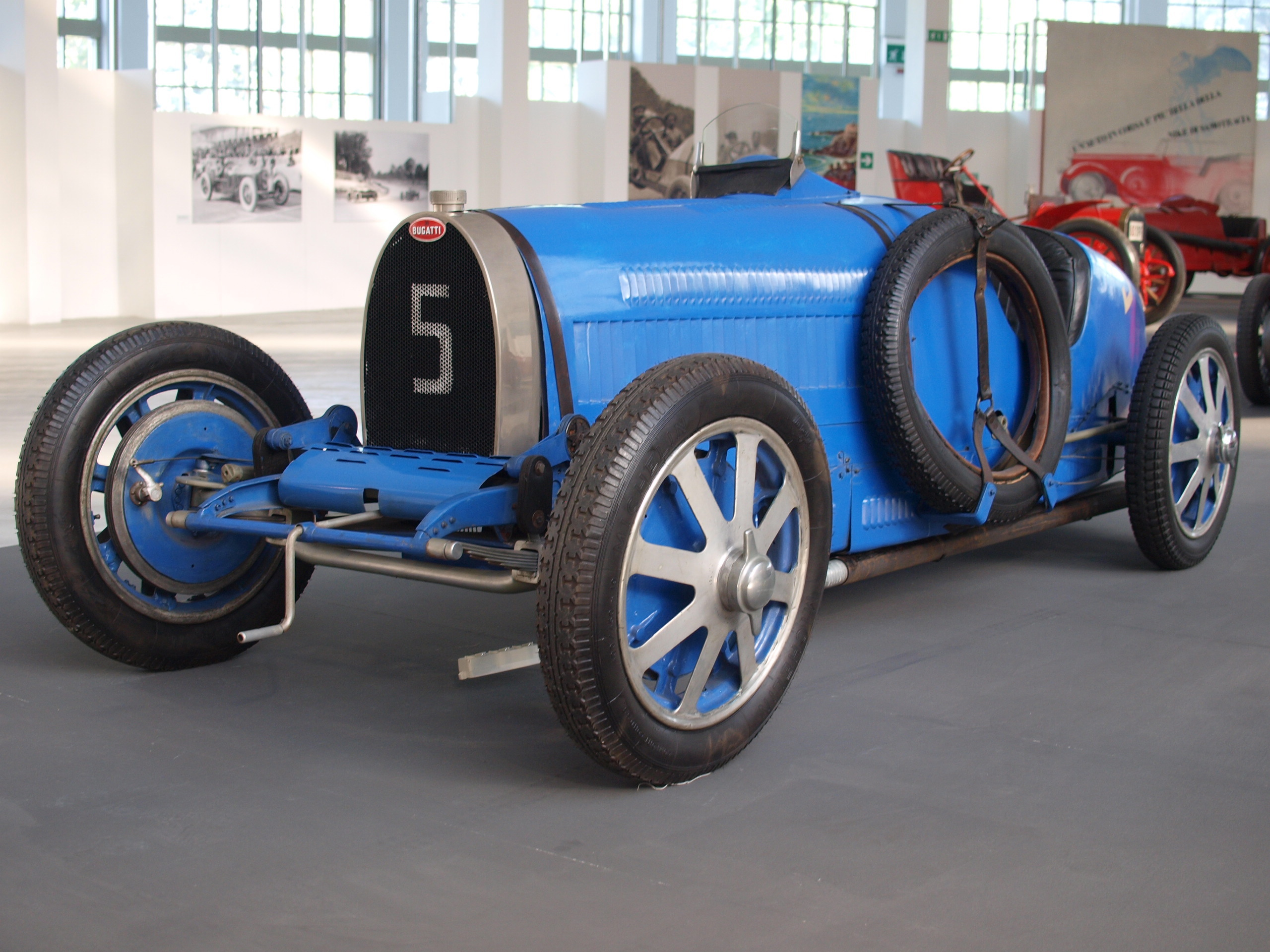
Type 35B

Type 35B 1927 года был последним автомобилем серии Type 35. Изначально автомобиль назывался Type 35TC, так как он использовал двигатель от Type 35T с нагнетателем от Type 35C. Мощность двигателя равнялась 138 л. с. Управляемый Уильямом Гроувером Уильямсом (известным под прозвищем W Williams), автомобиль победил на Гран-при Франции в Ле-Мане в 1929 году. Всего было выпущено 45 экземпляров. Максимальная скорость равнялась 210 км/ч, разгон до 100 км/ч — 6 секунд.

## Type 37

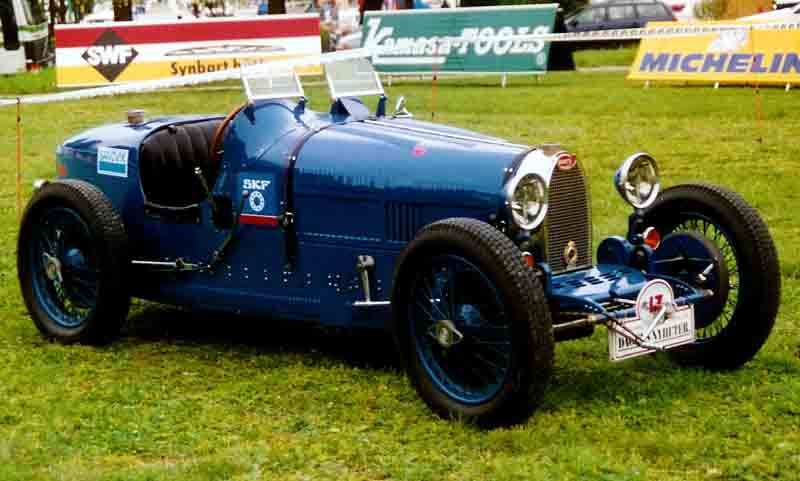
Type 37

На Type 37 использовались кузов и шасси от Type 35. Автомобиль вышел в 1926 году и получил новый 1,5-литровый четырёхцилиндровый двигатель мощностью 59 лошадиных сил (такой же использовался на Bugatti Type 40). Всего было выпущено 290 экземпляров.

## Type 37A

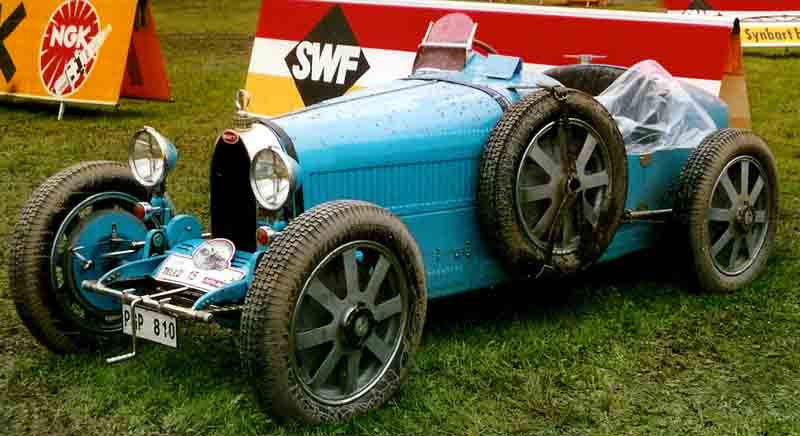
Type 37A

Type 37A появился в 1928 году и получил нагнетатель и увеличенные тормозные барабаны, благодаря чему мощность возросла до 89 л. с. Было выпущено 67 экземпляров.

## Type 39

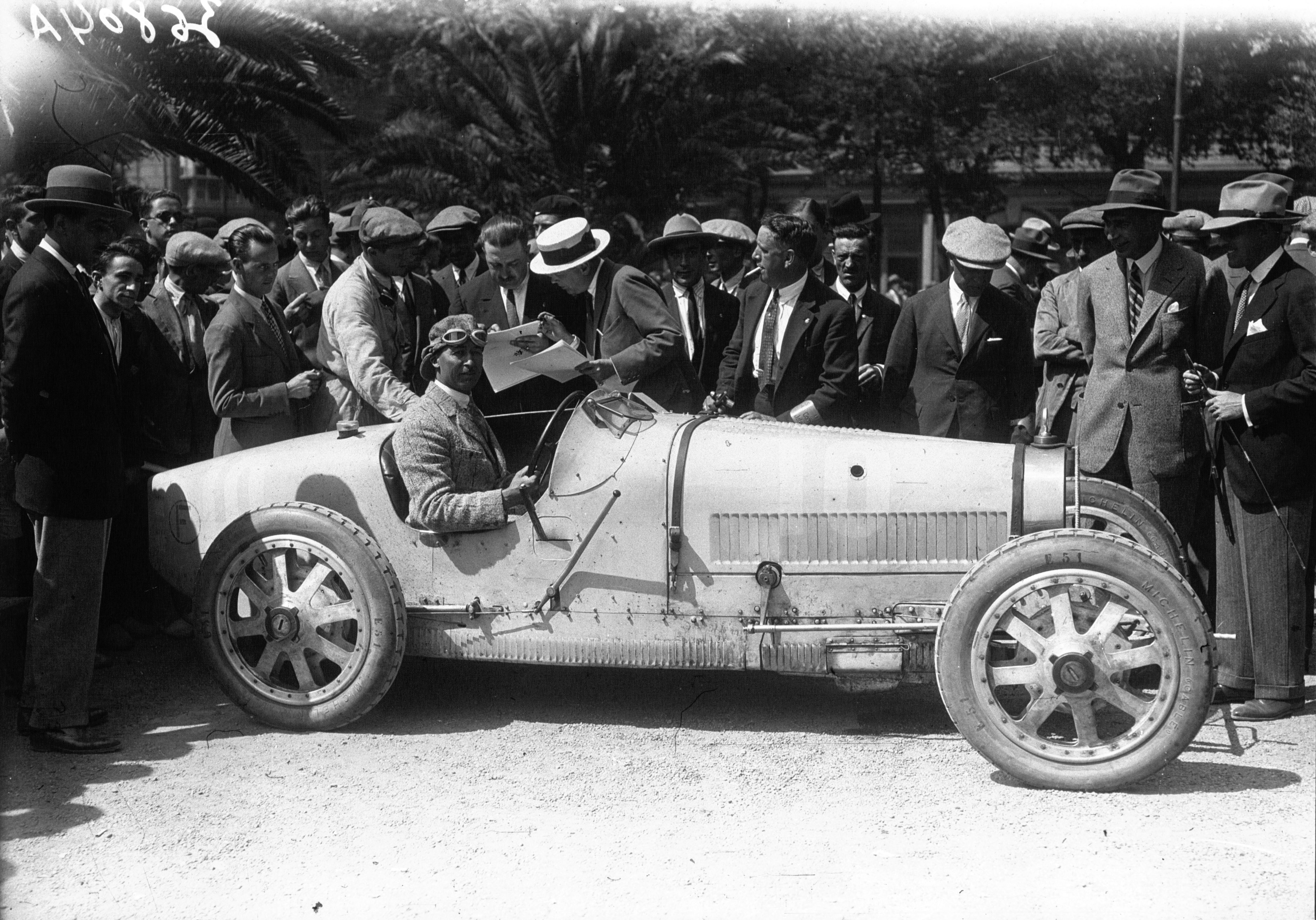
Type 39

Type 39 (появился в 1926 году) был схож с Type 35C, однако имел двигатель от Type 35 с уменьшенным до 67 мм ходом поршня (мощность — 89 л. с.), также в поршнях теперь использовались обычные и шариковые подшипники. Всего было выпущено 10 экземпляров.

## Type 39A
Type 39A имел двигатель от Type 39 и нагнетатель, благодаря чему мощность возросла до 118 л. с. Автомобиль выпускался в 1925-1926 годах.

## Победы
| Год  | Гонка                 | Водитель                                      | Автомобиль |
| ---- | --------------------- | --------------------------------------------- | ---------- |
| 1925 | Targa Florio          | Бартоломео Константини                        | Type 35    |
| 1926 | Гран-при Франции      | Жуль Гу                                       | Type 39 A  |
|      | Гран-при Италии       | Луи Шаравель                                  | Type 39 A  |
|      | Гран-при Испании      | Бартоломео Константини                        |            |
|      | Targa Florio          | Бартоломео Константини                        | Type 35 T  |
| 1927 | Targa Florio          | Эмилио Матерасси                              | Type 35 C  |
| 1928 | Гран-при Франции      | Уильям Гроувер Уильямс                        | Type 35 C  |
|      | Гран-при Италии       | Луи Широн                                     | Type 37 A  |
|      | Гран-при Испании      | Луи Широн                                     |            |
|      | Targa Florio          | Альберт Диво                                  | Type 35 B  |
| 1929 | Гран-при Франции      | Уильям Гроувер Уильямс                        | Type 35 B  |
|      | Гран-при Германии     | Луи Широн                                     | Type 35 C  |
|      | Гран-при Испании      | Луи Широн                                     |            |
|      | Гран-при Монако       | Уильям Гроувер Уильямс                        | Type 35 B  |
|      | Targa Florio          | Альберт Диво                                  | Type 35 C  |
| 1930 | Гран-при Бельгии      | Луи Широн                                     | Type 35 C  |
|      | Гран-При Чехословакии | Генрих Йоахим фон Морген, Герман цу Лейнинген | Type 35 B  |
|      | Гран-при Франции      | Филипп Этанселен                              | Type 35 C  |
|      | Гран-при Монако       | Рене Дрейфус                                  | Type 35 B  |